# 伊勢宜弘
伊勢 宜弘 (いせ よしひろ、1960年（昭和35年）5月29日 - ) は、日本の実業家。

## 人物・経歴
山形県出身。1979年山形県立山形東高等学校卒業。1983年学習院大学経済学部卒業、藤田観光入社。宿泊部門に長年携わった。2002年藤田観光コーポレートセンター開発・建設グループリーダー。2003年藤田観光レジャー事業部企画室長。2005年藤田観光コーポレートセンター関係会社グループリーダー。2006年ワシントンホテルカンパニー企画室開発グループリーダー。
2008年キャナルシティ・福岡ワシントンホテル代表取締役社長兼総支配人。2010年浦和ワシントンホテル代表取締役社長兼総支配人。2012年千葉ワシントンホテル総支配人。2014年藤田観光執行役員企画グループ経営企画・事業推進担当責任者。
2015年藤田観光取締役兼執行役員企画グループ長に昇格。2016年東海汽船取締役。2017年藤田観光代表取締役兼常務執行役員企画グループ長。2018年藤田観光代表取締役兼専務執行役員企画グループ長。2019年から藤田観光代表取締役兼社長執行役員を務め、訪日外国人旅行客の増加への対応などを進めた。